# Landsbergsche Kurie

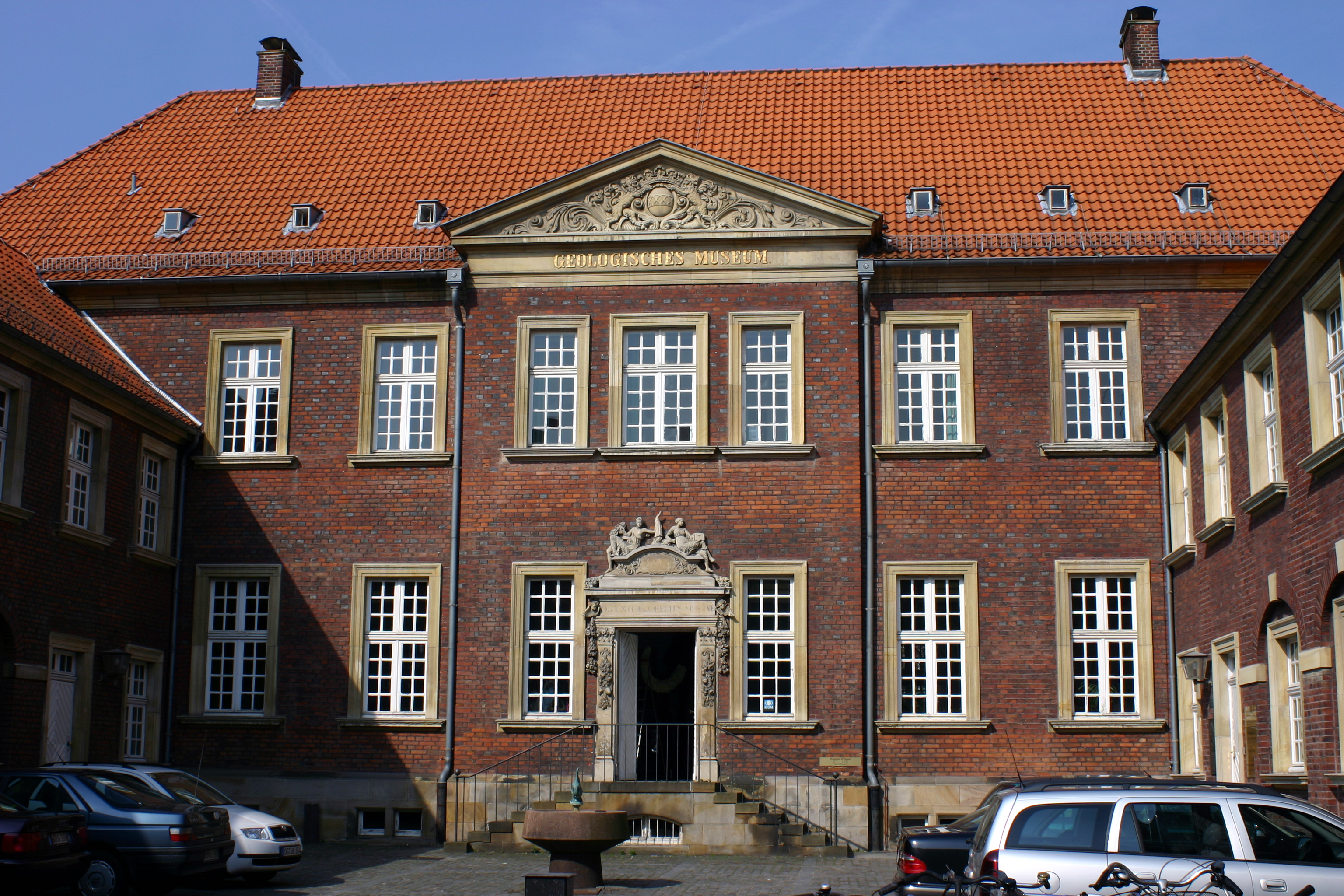
Die Landsbergische Kurie 2005

Die Landsbergische Kurie war ein Adelspalais in Münster in der Pferdegasse 3. Es beherbergt heute das Geomuseum der Universität Münster.

## Geschichte
Der Adelshof wurde von 1702 bis 1707 von Gottfried Laurenz Pictorius für Franz Kaspar Ferdinand von Landsberg zu Erwitte errichtet. Als barocker Hof geplant, zeigt er die für Münster so typische Form der streng symmetrischen dreiflügeligen Anlage mit Ehrenhof. Der Mittelrisalit ist übergiebelt. Der Zentralbau war die Wohnung des Hausherrn mit Schlaf-, Arbeits-, Umkleide- und Speiseraum. Zudem war ein Archiv untergebracht. In den Seitenflügeln waren die Bedienten und die Stallungen einquartiert. Auch standen ein Brauhaus und eine Wagenremise zur Verfügung. Im Jahre 1880 bezog das Geologisch-Paläontologische Museum der Universität Münster die Räumlichkeiten. Im Zweiten Weltkrieg wurde das Gebäude schwer zerstört, konnte aber wieder aufgebaut werden. Es dient heute der Universität Münster als Ausstellungsgebäude für das Geomuseum der Universität Münster (ehemals: Geologisch-Paläontologische Museum), als Büros und Arbeitsräume für Mitarbeiter des Instituts und als Hörsaalgebäude.
Unter anderem befindet sich in der Kurie auch der älteste noch bestehende Hörsaal der Universität, der aus den 1950er-Jahren stammt und heutzutage als sogenanntes „Geokino“ zu einem Teil der Ausstellung des Geomuseums umfunktioniert wurde.